# Miraveche
Miraveche es una localidad y un municipio situados en la provincia de Burgos, comunidad autónoma de Castilla y León (España), comarca de La Bureba, partido judicial de Miranda de Ebro, ayuntamiento del mismo nombre.

## Geografía
Tiene un área de 22,7 km² con una población de 104 habitantes (INE 2007) y una densidad de 4,58 hab/km².
Situada al norte de la provincia, en la vertiente mediterránea al pie de los Montes Obarenes, en su término municipal se encuentra la localidad de Silanes. Carretera local BU-V-5207.

## Demografía
Miraveche cuenta con una población de 95 habitantes (INE 2024).
| Gráfica de evolución demográfica de Miraveche entre 1842 y 2021 |
| |
| Población de derecho según los censos de población del INE. Población de hecho según los censos de población del INE.En este censo se denominaba Mirabeche: 1842. Entre el censo de 1857 y el anterior, crece el término del municipio porque incorpora a Silanes. |

## Economía

### Evolución de la deuda viva
El concepto de deuda viva contempla sólo las deudas con cajas y bancos relativas a créditos financieros, valores de renta fija y préstamos o créditos transferidos a terceros, excluyéndose, por tanto, la deuda comercial.
Entre los años 2008 a 2014 este ayuntamiento no ha tenido deuda viva.

## Historia

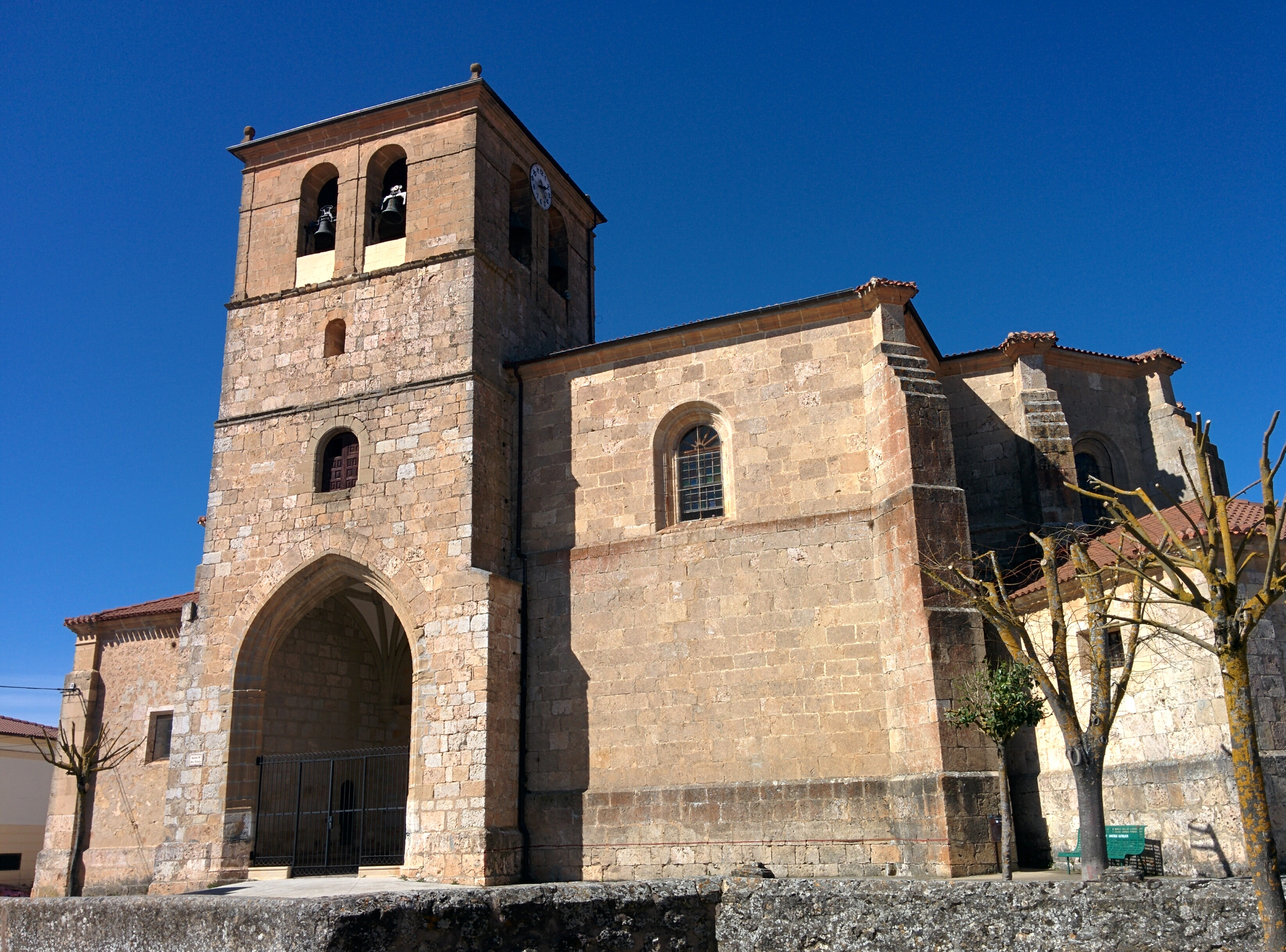
Iglesia de Santa Eulalia de Mérida

En la antigüedad la región estuvo habitada por la tribu de los autrigones.  A ellos pertenecía una importante necrópolis, descubierta en Miraveche en 1915, y puesta en valor para su divulgación y visita en 2013.
Villa, en la Cuadrilla de Santa María de Ribarredonda, una de las siete en que se dividía la Merindad de Bureba perteneciente al partido de Bureba. jurisdicción de realengo con regidor pedáneo.
A la caída del Antiguo Régimen queda constituida en ayuntamiento constitucional del mismo nombre, en el partido de Miranda de Ebro en la región de Castilla la Vieja.
Así se describe a Miraveche en el tomo XI del Diccionario geográfico-estadístico-histórico de España y sus posesiones de Ultramar, obra impulsada por Pascual Madoz a mediados del siglo XIX:

Villa con ayuntamiento en la provincia, diócesis, audiencia territorial y capitanía general de Burgos (10 leguas), partido judicial de Miranda de Ebro (10); Situada a la falda de una sierra donde la combaten todos los vientos; goza de clima bastante sano, siendo las enfermedades más comunes los dolores de costado y calenturas. Tiene 70 casas con la municipal, una escuela concurrida por alumnos de ambos sexos, y dotada con 40 fanegas de trigo; una fuente en la población y algunas en el campo, cuyas aguas son todas de buena calidad; y últimamente, una iglesia parroquial (Santa Eulalia) servida por un cura párroco, 2 beneficiados enteros y un sacristán. Confina el término N Silanes; E Villanueva y Santa María de Invierno; S Cubo, y O Cascajares y Busto; comprende una granja. El terreno es de primera, segunda y tercera calidad, corriendo por él 2 arroyuelos que naciendo al pie de la sierra, se dirigen hacia Cubo; hay 3 montes pequeños y poblados de arbolado joven. Caminos: uno de herradura que cruzando por la sierra, conduce a Frías. Producciones: trigo, ganado yeguar y lanar; y caza de perdices y codornices. Industria: la agrícola. Población: 68 vecinos, 249 almas. Capital productivo: 1.683.020 reales. Imponibles: 143.631. Contribución: 8.255 reales 18 maravedíes. El presupuesto municipal asciende a 7.450 reales que se cubren por reparto vecinal.
Diccionario geográfico-estadístico-histórico de España y sus posesiones de Ultramar

## Parroquia
Iglesia católica de Santa Eulalia de Mérida, dependiente de la parroquia de Pancorbo en el Arcipestrazgo de Oca-Tirón, diócesis de Burgos